# Temporada 1981-82 de los Atlanta Hawks
La temporada 1981-82 fue la decimocuarta de los Atlanta Hawks en la NBA en su ubicación de Atlanta, la trigésimo tercera en la liga y la trigésimo sexta desde su fundación. La temporada regular acabó con 42 victorias y 40 derrotas, ocupando el sexto puesto de la Conferencia Este, clasificándose para los playoffs, en los que cayeron en primera ronda ante Philadelphia 76ers.

## Elecciones en elDraft
| Ronda | Puesto | Jugador      | Posición | Nacionalidad   | Universidad     |
| ----- | ------ | ------------ | -------- | -------------- | --------------- |
| 1     | 4      | Al Wood      | Alero    | Estados Unidos | North Carolina  |
| 3     | 52     | Rudy Macklin | Alero    | Estados Unidos | Louisiana State |

## Temporada regular
| División Central    | División Central | División Central | División Central | División Central | División Central | División Central | División Central | División Central |
| Equipo              | G                | P                | %                | PD               | Casa             | Fuera            | Div              |                  |
| ------------------- | ---------------- | ---------------- | ---------------- | ---------------- | ---------------- | ---------------- | ---------------- | ---------------- |
| y-Milwaukee Bucks   | 55               | 27               | .671             | –                | 31–10            | 24–17            | 24–6             |                  |
| x-Atlanta Hawks     | 42               | 40               | .512             | 13.0             | 24–17            | 18–23            | 15–14            |                  |
| Detroit Pistons     | 39               | 43               | .476             | 16.0             | 23–18            | 16–25            | 19–11            |                  |
| Indiana Pacers      | 35               | 47               | .427             | 20.0             | 25–16            | 10–31            | 14–16            |                  |
| Chicago Bulls       | 34               | 48               | .415             | 21.0             | 22–19            | 12–29            | 12–17            |                  |
| Cleveland Cavaliers | 15               | 67               | .183             | 40.0             | 9–32             | 6–35             | 5–25             |                  |

## Playoffs

### Primera ronda
Philadelphia 76ers  vs. Atlanta Hawks
| Fecha       | Partido                                  | Ciudad     |
| ----------- | ---------------------------------------- | ---------- |
| 21 de abril | Philadelphia 76ers 111, Atlanta Hawks 76 | Filadelfia |
| 23 de abril | Atlanta Hawks 95, Philadelphia 76ers 98  | Atlanta    |
|             | Philadelphia 76ers gana las series 2-0   |            |

## Estadísticas
| Rk | Jugador          | Edad | P  | PT | MP   | TC  | TCI  | %TC  | T3  | T3I | %T3  | TL  | TLI | %TL  | RO  | RD  | RT   | AS  | RB  | TAP | BP  | FP  | PTS  |
| -- | ---------------- | ---- | -- | -- | ---- | --- | ---- | ---- | --- | --- | ---- | --- | --- | ---- | --- | --- | ---- | --- | --- | --- | --- | --- | ---- |
| 1  | Dan Roundfield   | 28   | 61 | 58 | 36.3 | 7.0 | 14.9 | .466 | 0.0 | 0.1 | .200 | 4.7 | 6.1 | .760 | 3.7 | 8.1 | 11.8 | 2.7 | 1.0 | 1.5 | 3.0 | 3.4 | 18.6 |
| 2  | Eddie Johnson    | 26   | 68 | 57 | 34.0 | 6.7 | 14.9 | .450 | 0.1 | 0.4 | .233 | 4.3 | 5.7 | .764 | 0.9 | 1.9 | 2.8  | 5.3 | 1.5 | 0.2 | 2.7 | 2.8 | 17.8 |
| 3  | Rory Sparrow     | 23   | 82 | 82 | 31.8 | 4.5 | 8.9  | .501 | 0.0 | 0.2 | .067 | 1.5 | 1.8 | .838 | 0.6 | 2.1 | 2.7  | 5.2 | 1.1 | 0.2 | 1.8 | 2.9 | 10.5 |
| 4  | John Drew        | 27   | 70 | 51 | 29.1 | 6.6 | 13.7 | .486 | 0.1 | 0.2 | .333 | 5.2 | 7.0 | .741 | 2.4 | 2.9 | 5.4  | 1.4 | 0.9 | 0.0 | 2.5 | 3.6 | 18.5 |
| 5  | Steve Hawes      | 31   | 49 | 42 | 26.9 | 3.6 | 7.6  | .481 | 0.1 | 0.2 | .400 | 2.0 | 2.6 | .762 | 1.8 | 4.7 | 6.5  | 2.9 | 0.7 | 0.7 | 1.8 | 3.2 | 9.3  |
| 6  | Tree Rollins     | 26   | 79 | 39 | 25.5 | 2.6 | 4.4  | .584 | 0.0 | 0.0 |      | 1.0 | 1.6 | .612 | 2.1 | 5.6 | 7.7  | 0.7 | 0.4 | 2.8 | 1.0 | 3.6 | 6.1  |
| 7  | Tom McMillen     | 29   | 73 | 23 | 24.5 | 4.0 | 7.8  | .509 | 0.0 | 0.0 | .333 | 1.9 | 2.3 | .824 | 1.4 | 3.2 | 4.6  | 1.8 | 0.3 | 0.3 | 1.7 | 2.8 | 9.9  |
| 8  | Charlie Criss    | 33   | 27 | 0  | 20.4 | 3.1 | 7.8  | .400 | 0.1 | 0.3 | .250 | 2.4 | 2.7 | .890 | 0.2 | 1.2 | 1.4  | 2.8 | 0.9 | 0.1 | 1.1 | 1.5 | 8.7  |
| 9  | Rudy Macklin     | 23   | 79 | 32 | 19.2 | 2.7 | 6.1  | .434 | 0.0 | 0.0 | .000 | 1.7 | 2.2 | .775 | 1.4 | 1.9 | 3.3  | 0.6 | 0.5 | 0.3 | 1.4 | 2.8 | 7.0  |
| 10 | Wes Matthews     | 22   | 47 | 5  | 17.8 | 2.8 | 6.3  | .440 | 0.0 | 0.2 | .250 | 1.3 | 1.7 | .759 | 0.4 | 0.8 | 1.2  | 3.0 | 1.1 | 0.0 | 1.3 | 2.7 | 6.9  |
| 11 | Jim McElroy      | 28   | 20 | 17 | 17.5 | 2.6 | 6.3  | .416 | 0.1 | 0.3 | .200 | 1.5 | 1.8 | .806 | 0.3 | 0.6 | 0.9  | 2.0 | 0.4 | 0.2 | 1.1 | 2.2 | 6.7  |
| 12 | Mike Glenn       | 26   | 49 | 0  | 17.0 | 3.2 | 5.9  | .543 | 0.0 | 0.0 | .500 | 1.2 | 1.4 | .881 | 0.1 | 1.1 | 1.2  | 1.8 | 0.5 | 0.1 | 0.6 | 1.6 | 7.7  |
| 13 | Sam Pellom       | 30   | 69 | 4  | 15.0 | 1.7 | 3.6  | .454 | 0.0 | 0.0 | .000 | 0.9 | 1.1 | .772 | 1.3 | 2.0 | 3.3  | 0.4 | 0.4 | 0.7 | 0.8 | 2.4 | 4.2  |
| 14 | Al Wood          | 23   | 19 | 0  | 12.5 | 1.9 | 5.5  | .343 | 0.0 | 0.3 | .000 | 1.1 | 1.5 | .714 | 1.2 | 1.2 | 2.3  | 0.6 | 0.5 | 0.1 | 0.6 | 1.8 | 4.8  |
| 15 | Freeman Williams | 25   | 23 | 0  | 8.2  | 1.8 | 4.8  | .382 | 0.2 | 0.9 | .200 | 1.0 | 1.1 | .846 | 0.1 | 0.4 | 0.5  | 0.8 | 0.3 | 0.0 | 0.8 | 0.8 | 4.8  |
| 16 | Craig Shelton    | 24   | 4  | 0  | 5.3  | 0.5 | 1.5  | .333 | 0.0 | 0.0 |      | 0.3 | 0.5 | .500 | 0.3 | 0.5 | 0.8  | 0.0 | 0.3 | 0.0 | 0.0 | 0.8 | 1.3  |

## Galardones y récords
| Jugador        | Galardón                                                         |
| Dan Roundfield | Mejor quinteto defensivo de la NBA All-Star (no jugó por lesión) |